# Place de l'Arsenal
La place de l'Arsenal est une place de la commune de Nancy, dans le département de Meurthe-et-Moselle, en région Lorraine.

## Situation et accès
La place de l'Arsenal est sise au sein de la Vieille-ville de Nancy, à proximité de la basilique Saint-Epvre et du palais ducal. La voie appartient administrativement au quartier Ville-Vieille - Léopold.

## Origine du nom
Son rappelle l'ancien arsenal des ducs de Lorraine construit en 1550 par Charles III de Lorraine, l'un des plus beaux et des plus riches de toute l'Europe, transformé ensuite en manutention militaire.

## Historique
Cette place, qui occupe l'emplacement du prieuré Notre-Dame, fondé en 1080 par Thierry II de Lorraine, et une partie du vieux cimetière dit cimetière du Terreau, a porté initialement le nom de « place Notre-Dame », avant de prendre celui de « place Bruet » en 1793, « place de l'Arsenal » en 1795, « place Notre-Dame » en 1814, et « place de l'Arsenal » depuis 1837.

## Bâtiments remarquables et lieux de mémoire
- nos 7, 9 et 11 : Ancien arsenal des Ducs de Lorraine, édifice inscrit au titre des monuments historiques depuis 1944[2].
- Emplacement du prieuré Notre-Dame, fondé en 1080 par Thierry II de Lorraine et démoli en 1792.
- Emplacement du cimetière du Terreau (XIIIe siècle-XVIe siècle) qui se trouvait à l'ouest du prieuré Notre-Dame.